# Doçaria tradicional de Sintra

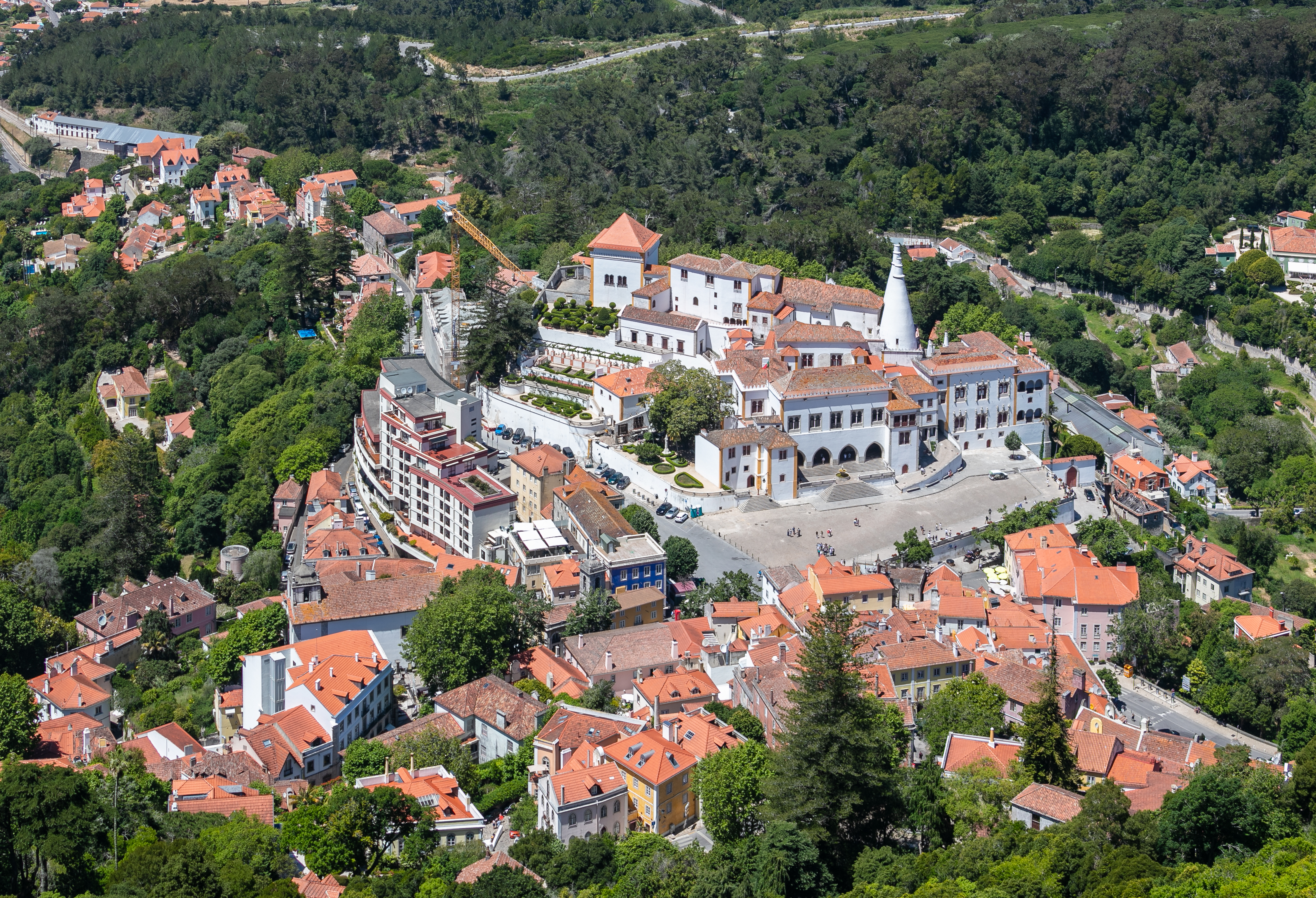
Localidade Sintra Portugal

Sintra é uma vila portuguesa no distrito e área metropolitana de Lisboa, integrando a sua parte norte(Grande Norte)
A Vila de Sintra é notável pela presença da sua arquitetura romântica, resultando na sua classificação enquanto Paisagem Cultural de Sintra, Património Mundial da UNESCO e tem recusado ser elevada a categoria de cidade, apesar de ser sede do segundo município mais populoso em Portugal.
Uma vila conhecida pela sua história e pela sua beleza, Sintra é toda ela considerada um “doce” e é em Sintra que os melhores doces são fabricados.

## Origem da doçaria Portuguesa
A doçaria portuguesa  é caracterizada por na sua maioria os doces serem compostos por grandes quantidades de açúcar, gemas de ovos e amêndoa , tendo origem nos conventos e mosteiros portugueses no século XVI.
Os doces conventuais passaram a ter mais notoriedade a partir do século XV, na altura em que se começou a usar a cana-de-açúcar proveniente das colónias. Para além do fácil acesso ao açúcar, o nosso país era dos maiores produtores de ovos da Europa.
As claras eram exportadas e usadas como clarificador na produção de vinho branco e para engomar os fatos dos homens ricos. Assim, havia um excedente de gemas, que os conventos começaram a usar, juntamente com o açúcar, para produzir doces, consumidos para celebrar as festas religiosas.Pial

## Doçaria de Sintra
O concelho é lar de várias especialidades gastronómicas, sendo popular a doçaria tradicional com os travesseiros e queijadas de Sintra,[carece de fontes?] um doce ancestral cujas origens remontam, pelo menos, à Idade Média. No entanto existem muitos outros que merecem ser provados como: os travesseiros, os pastéis da cruz Alta ,os pasteis de Sintra , as nozes douradas, a par de um conjunto de compotas tradicionais fabricadas segundo métodos tradicionais.
A doçaria é a maior riqueza de Sintra onde se destacam os travesseiros da Casa Piriquita e as queijadas da Casa Do Preto

## Pastelaria - Casa Piriquita
A Piriquita é considerada um ponto turístico em Sintra e parada obrigatória para os turistas que visitam a vila.
A padaria que mais tarde viria a ser conhecida como Piriquita foi fundada em 1862, pelo padeiro Amaro dos Santos e a sua mulher, Constância Gomes.
O nome da Pastelaria foi criado pelo Rei D. Carlos I que gostava de passar férias em Cascais e Sintra – vivendo no Palácio Nacional de Sintra – e tratava a proprietária Constância Gomes por “Piriquita”, devido à sua baixa estatura., foi D. Carlos I também quem encorajou Constância a confecionar as famosas Queijadas, um doce que desfrutava durante os seus verões em Sintra. O sucesso foi imediato e rapidamente a padaria se transformou em Pastelaria.
A Casa Piriquita é considerada um êxito familiar, gerido hoje pela quinta geração, que mantém viva a tradição das queijadas e travesseiros de Sintra.
Em reconhecimento à qualidade de seus doces e à tradição da casa, a Pastelaria Piriquita recebeu diversos prêmios ao longo de sua história, como os diplomas de honra conquistados pelas deliciosas queijadas. Esta pastelaria curiosamente encontra-se referida no livro Os Maias de José Maria Eça de Queirós (1845-1900) no capítulo VIII onde Carlos da Maia decide ir com Cruges a Sintra 

## Pastelaria - Casa do Preto
Em Sintra pode ainda hoje ser encontrada uma famosa pastelaria com o nome “Casa do Preto” , conhecida por ser uma das mais antigas fábricas de confeção de Queijadas de Sintra. No entanto, este espaço possui uma grande diversidade de bolos e pastelaria fina.
Carlos Almeida, mais conhecido por Carlos Russo, mecânico de S.Pedro , abriu em Chão de Meninos, em 1933, um pequeno estabelecimento onde vendia queijadas do Gregório.
Carlos Russo começou então a interessar-se pelo negócio, com a colaboração de sua tia Maria Helena, que tinha sido empregada de uma queijadaria ,e mais tarde começou o fabrico por conta própria. A casa deve o seu nome à existência de uma figura decorativa em madeira colocada à porta, que "recebia" os clientes e os convidava a degustar as queijadas.
As queijadas do Preto são vendidas não só na casa do Preto em Chão de Meninos, como também em diversos locais onde tradicionalmente este tipo de doce não era vendido como os supermercados.

## Doces tradicionais de Sintra

### Travesseiros
Este doce é um dos ex-libris da Vila de Sintra e faz a fama da “Piriquita” 
Constância Luísa Cunha, filha da fundadora da Piriquita, ao ler um livro de receitas antigas, deparou-se com a receita do Travesseiro: um pastel recheado com um aveludado doce de ovos de toque amendoado, Uma receita secreta de família mantida há cinco gerações
O Travesseiro de Sintra é um doce feito à base de massa folhada, com creme de ovo e amêndoa e com a forma, tal como o próprio nome indica, de um travesseiro.

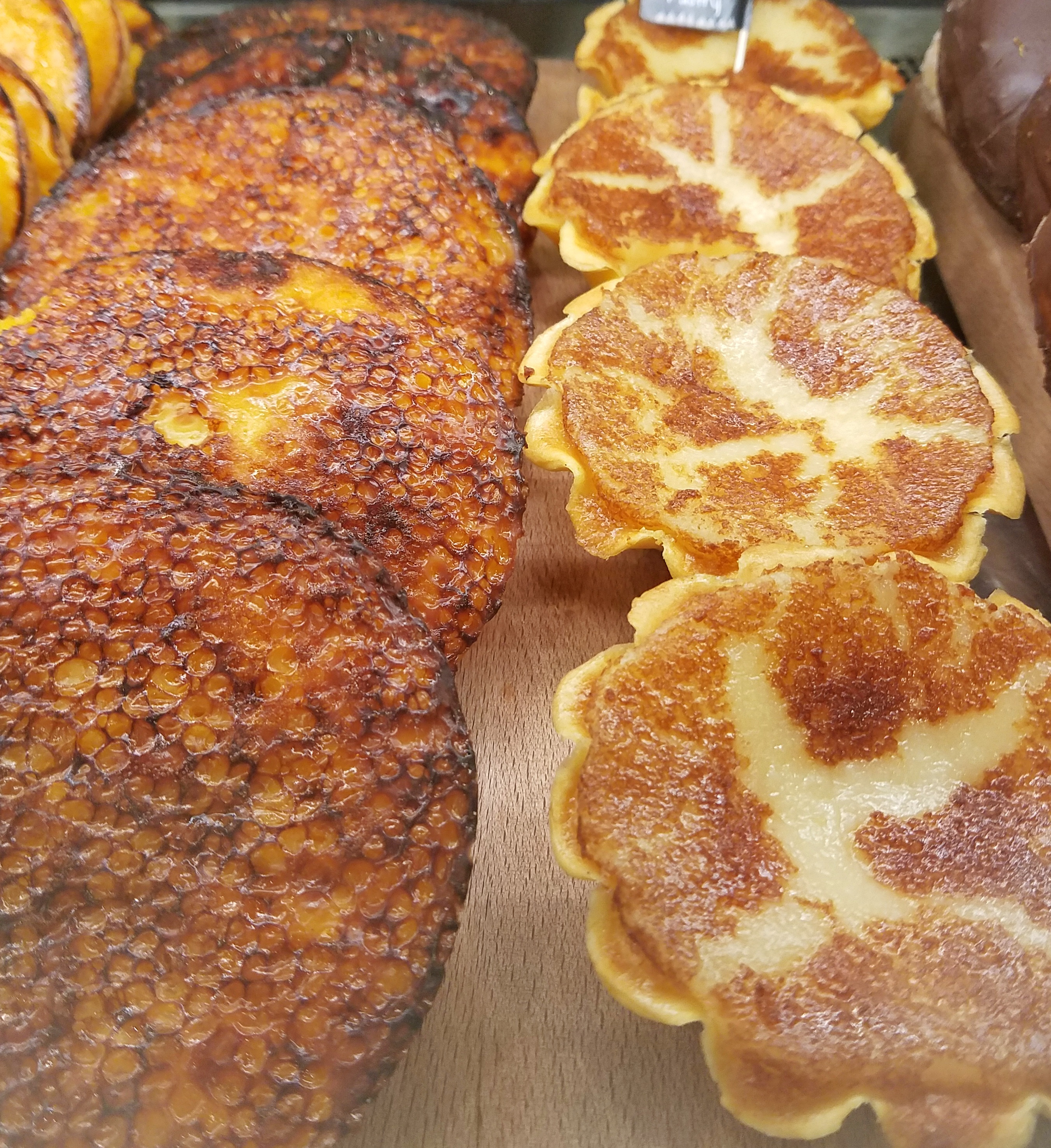
Doce Queijadas

### Queijadas
A origem e história das Queijadas de Sintra começa na época medieval, sendo que serviam como forma de pagamento. Sintra possuía excelentes pastagens e excesso de queijo fresco, sendo este usado para o fabrico deste doce.
As Queijadas são como pequenas tartes feitas a partir de queijo fresco, açúcar, ovos, farinha e um pouco de canela, envolvidas numa massa crocante e estaladiça.

### Noz dourada
A Noz Dourada, originalmente de Galamares, é considerada um doce em extinção, tendo já sido premiada internacionalmente.
Trata-se de um pequeno bolo, feito de noz, amêndoa, açúcar e doce de ovos, envolvido num delicado doce de caramelo.

### Pastel da Cruz Alta
O nome deste doce tem como referência o ponto mais alto da Serra de Sintra
Um sabor composto por creme de ovo, amêndoa e feijão branco, envolvido numa estaladiça massa folhada.

## Doçaria Portuguesa no mundo
A doçaria portuguesa deixou marcas na culinária japonesa, onde introduziu pela primeira vez o açúcar refinado, originando os chamados Kompeito e ainda na adaptação dos fios de ovos e trouxas, que originaram a especialidade japonesa keiran somen (鶏卵素麺), ou "cabelos de anjo" Esta receita tornou-se também muito popular na Tailândia com o nome "Kanom Foy Tong". O tradicional "pão de ló" derivou em Nagasaki no bolo Castela (カステラ), Kasutera.[carece de fontes?]
Portugal ainda que esteja restrito a um espaço geográfico relativamente pequeno,é reconhecido no mundo inteiro  pelos seus doces tradicionais , destacando-se o tão famoso Pastel de Nata.
Recentemente o país ocupou os dois primeiros lugares na lista dos 100 melhores doces do mundo para 2023.
Em primeiro lugar no ranking do Taste Atlas — o primeiro mapa gastronômico interativo do mundo, detalhando pratos e ingredientes de todo o mundo — está o pastel de Bélem. O segundo lugar vai para o pastel de nata, mais bem servido.